# 침샘

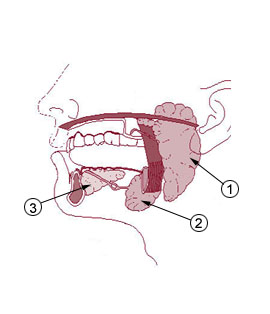
침샘

침샘(salivary gland) 또는 타액선 또는 구강선은 타액을 분비하는 샘으로, 대구강선과 소구강선이 있다. 소구강선은 입과 입술 내면이나 뺨, 입천장의 점막 밑에 많이 산재한다. 대구강선은 세 쌍이 있는데, 귀밑샘, 턱밑샘, 혀밑샘이라 하며, 모두 커다란 샘 세포 덩어리인데, 분비물은 하나 내지 몇 개의 도관이 모여 구강에 분비된다.
음식물은 이로 씹어 으깨면서 타액과 섞여 끈끈한 덩어리가 된다. 타액에는 탄수화물의 분해 효소인 프티알린이 함유되어 있기 때문에 녹말 등은 구강 속에서 분해되기 시작한다. 빵이나 밥을 오래 씹으면 단맛이 나는 것은 녹말의 일부가 맥아당으로까지 분해되기 때문이다. 타액 분비는 자율 신경에 의해 지배되며, 분비 중추는 연수에 있다. 타액은 음식물 덩어리가 입에 들어오기 전에 분비되기 시작하는데, 이것은 시각·후각 등을 매개로 하는 조건반사가 형성되어 있기 때문이다. 원래 갖춰져 있는 반사는 구강 점막이 자극을 받음으로써 분비가 일어나는 것이다.